# HMS Thames (1932)
HMS Thames (N71) – okręt podwodny Royal Navy, wybudowany w latach 30. XX wieku, należący do typu Thames zwanego również typem River.

## Historia
Okręt został zbudowany w stoczni Vickers-Armstrongs w Barrow-in-Furness. Po przyjęciu do służby 19 lipca 1932 roku jednostka stacjonowała w Portsmouth. Zimą 1933 roku okręt operował na Bałtyku w celu sprawdzenia możliwości działania w warunkach zalodzonego morza. Rok później "Thames" został wysłany na Morze Śródziemne. We wrześniu 1938 roku okręt wypłynął w rejs dookoła Afryki, który ukończył w styczniu 1939 roku. Od lutego 1939 roku stacjonował ponownie w Portsmouth, wchodząc w skład 2 Flotylli Okrętów Podwodnych. 
22 lipca 1940 roku "Thames" wypłynął z bazy Dundee i udał się w rejon Stavanger. Okręt nie powrócił z tej misji, nie ma jasności co do okoliczności zatopienia okrętu. Najbardziej rozpowszechniona teoria mówi, iż "Thames" zatonął wpłynąwszy na minę 23 lipca 1940 roku. Inną z domniemanych przyczyn była akcja zatopienia torpedowca "Luchs", który wraz z innymi okrętami Kriegsmarine eskortował pancernik "Gneisenau". Torpeda, która zatopiła "Luchsa", została wystrzelona z bardzo małej odległości, możliwe jest, że szczątki eksplodującego okrętu zatopiły "Thames". 29 lipca w rejonie patrolowania brytyjskiego okrętu przeprowadzony został nieskuteczny atak torpedowy na U-62, nie wiadomo jednak czy to właśnie "Thames" był odpowiedzialny za ten atak.